# Кармона Эстанга, Педро
Педро Франсиско Кармона Эстанга (исп. Pedro Francisco Carmona Estanga; род. 6 июля 1941, Баркисимето) — венесуэльский промышленник, бывший лидер венесуэльской торговой организации. Провозгласил себя президентом Венесуэлы с 12 по 13 апреля 2002 года в результате военного переворота против Уго Чавеса.
После неудавшегося переворота и восстановления прежней власти эмигрировал в Бразилию. Позднее появлялся в Майами, США.
В 80-х — 90-х годах играл важную роль в промышленности Венесуэлы, так как был управляющим нефтехимическими компаниями, включая Industrias Venoco (1990—2000).
Согласно некоторым источникам, «Колин Пауэлл провёл по крайней мере одну встречу с Педро Кармона в Боготе в декабре 2002», во время венесуэльской всеобщей забастовки 2002—2003.

## Переворот
11 апреля 2002 года по призыву одного из крупнейших профсоюзов Венесуэлы состоялась манифестация с участием около 200 000 человек у штаб-квартиры PDVSA в защиту уволенных работников компании. После манифестации организаторы протеста неожиданно решили изменить маршрут марша и повели тысячи протестующих к президентскому дворцу Мирафлорес, где проходила демонстрация сторонников президента. Когда толпы протестующих приблизились к сторонникам президента у дворца, вдруг началась стрельба снайперов, от которой погибло 20 и было ранено около 100 участников обоих маршей.
Вечером 11 апреля подразделения вооружённых сил и танки начали окружать дворец Мирафлорес; позднее представители вооружённых сил встретились во дворце с президентом Чавесом и потребовали от президента уйти в отставку. Уже утром 12 апреля командующий вооружёнными силами генерал Лукас Ринкон публично объявил о том, что Чавес согласился уйти в отставку.
После переворота Чавеса доставили на военную базу на острове Орчила, где он встретился с представителями католической церкви и военными. Отстранённого президента, таким образом, удерживали на острове в ожидании его дальнейшей судьбы. 13 апреля Чавесу удалось передать записку, в которой утверждалось, что он не отрекался от власти.
12 апреля 2002 года было провозглашено новое переходное «демократическое правительство национального единства» во главе с лидером ассоциации предпринимателей Венесуэлы Педро Кармона.

## После переворота
После подавления путча Педро Кармона скрылся в посольстве Республики Колумбия. Позднее, после предоставления ему этой страной политического убежища, он был вывезен туда. Этот факт сильно осложнил взаимоотношения между Венесуэлой и Колумбией. В Боготе Кармона занялся преподавательской работой в частном университете Серхио Арболеда.